# Особняк Криндача
Особняк Криндача — здание в стиле «модерн» в городе Новочеркасске Ростовской области. Одноэтажный дом располагается по Атаманской улице, 44В.

## История
Особняк был построен в начале XX века. Его владельцем был Егор Иванович Криндач, который занимал должность адвоката по гражданским делам, также занимался общественной работой в области народного просвещения. История сохранила упоминания о том, что Егор Криндач был членом правления Общества по распространению полезных книг Области Войска Донского. Общество начало свою работу в 1876 году, а спустя два года стало называться Обществом содействия народному образованию Области Войска Донского. Егор Криндач прошел путь от должности заместителя председателя до председателя общества в 1902 году. В начале своего существования организация занималась тем, что открывала книжные склады и магазины. С 1923 года и на протяжении десятилетий в особняке Криндача находилось туберкулезная больница.
В начале XXI века бывший особняк Криндача стал постепенно разрушаться. В 2015 году началась реконструкция с целью создания на его месте двухэтажного здания, приспособленного под нужды гостиницы, рассчитанной на 30 мест. Работы было решено проводить с учетом решения о сохранении главного фасада первого этажа. Новый отель получил название «Платов». Незадолго до официального открытия отеля в конце декабря 2015 года, в его помещении произошло возгорание, которое удалось ликвидировать.

## Описание
Особняк Криндача построен в стиле «модерн». Дом одноэтажный с симметричным фасадом, в центре которого располагается вход. Карниз декорирован дугообразными вставками. Над карнизом возведен аттик и парапет.
На главном фасаде установлена мемориальная табличка с текстом: «Особняк — образец раннего модерна. Построен в начале XX века. Здесь жил известный адвокат и общественный деятель в области народного просвещения Криндач Егор Иванович (1842—1909 гг.). Реконструкция проводилась в 2015 семьёй Салькиновых».